# Sample (âm nhạc)

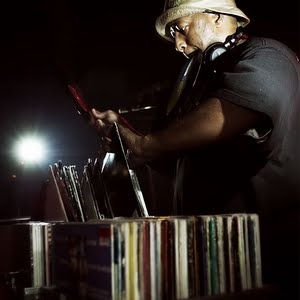
DJ Premier đang tìm nhạc mẫu mà ông có thể sử dụng

Trong âm nhạc, sampling là hành động lấy một phần nhạc, một mẩu âm thanh (ví dụ: tiếng trống, tiếng đàn organ, tiếng hát) của một bản nhạc đã được thu âm trước đó và sử dụng lại cho một bản nhạc khác. Các mẫu có thể gồm các yếu tố như nhịp điệu, giai điệu, lời nói, âm thanh hoặc toàn bộ thanh nhạc và có thể được phân lớp,cân bằng, tăng tốc hoặc giảm tốc độ, chuyển mạch lại, lặp nhạc, hoặc thao tác khác. Chúng thường được tích hợp bằng phần cứng (bộ lấy mẫu) hoặc phần mềm như máy trạm âm thanh kỹ thuật số.
Một quy trình tương tự như lấy mẫu bắt nguồn từ thập niên 1940 với musique concrète, âm nhạc thử nghiệm được tạo ra với băng cát xét và đĩa than trên máy quay đĩa. Giữa thế kỷ 20 là sự ra đời của các nhạc cụ bàn phím phát âm thanh được ghi trên băng, chẳng hạn như Mellotron. Thuật ngữ sampling được đặt ra vào cuối thập niên 1970 bởi những người sáng tạo ra Fairlight CMI, một bộ tổng hợp có khả năng ghi và phát lại các âm thanh ngắn. Khi công nghệ được cải thiện, các trình lấy mẫu độc lập rẻ hơn với nhiềubộ nhớ hơn đã xuất hiện, chẳng hạn như E-mu Emulator, Akai S950 và Akai MPC.
Sampling là nền tảng của nhạc hip hop, nổi lên với các bản thu âm funk và soul của các nhà sản xuất thập niên 1980, đặc biệt là phanh trống. Từ đó, sampling đã ảnh hưởng đến nhiều thể loại âm nhạc, đặc biệt là nhạc điện tử và nhạc pop. Các sampler như tiếng trống Amen break, "Funky Drummer", và bản hit của dàn nhạc đã được sử dụng trong hàng nghìn bản ghi âm. Album đầu tiên được tạo hoàn toàn từ các sampler là Endtroduction của DJ Shadow phát hành năm 1996.
Việc lấy sampling mà không được phép có thể vi phạm bản quyền hoặc có thể là sử dụng hợp lý. Quá trình xin phép gọi là clearance, một quá trình phức tạp và tốn kém; mẫu từ các nguồn nổi tiếng hiện nay thường rất đắt. Tòa án đã có những quan điểm khác nhau về việc có được phép lấy mẫu mà không có sự cho phép hay không. Trong Grand Upright Music, Ltd. v. Warner Bros. Records Inc, 780 F. Supp. 182 (S.D.N.Y. 1991) và Bridgeport Music, Inc. v. Dimension Films, 410 F.3d 792 (6 Cir. 2005), tòa phán quyết lấy mẫu không có giấy phép sẽ cấu thành tội vi phạm bản quyền. Tuy nhiên, trong VMG Salsoul v Ciccone , 824 F.3d 871 (9 Cir. 2016) đã phát hiện ra rằng các mẫu không có giấy phép đã cấu thành sao chép de minimis và do đó không vi phạm bản quyền.

## Tiền thân

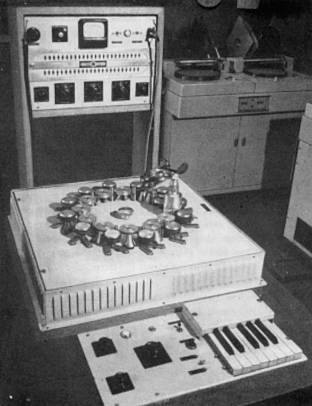
Phonogene, một nhạc cụ thập niên 1940 phát lại âm thanh từ các vòng băng

Việc tái tạo các hiệu ứng âm thanh gọi là Foleyđã tồn tại từ thập niên 1920. Vào thập niên 1940, nhà soạn nhạc người Pháp Pierre Schaeffer đã phát triển musique concrète, một hình thức âm nhạc thử nghiệm được tạo ra bằng cách ghi âm vào băng cát xét, nối và thao tác với chúng để tạo ghép âm thanh. Ông sử dụng âm thanh từ các nguồn như cơ thể người, đầu máy xe lửa và đồ dùng nhà bếp. Phương pháp này cũng liên quan đến vòng lặp băng, nối các độ dài của băng từ đầu đến cuối để âm thanh có thể phát ra vô thời hạn. Schaeffer đã phát triển Phonogene, chơi các vòng lặp ở 12 cao độ khác nhau được kích hoạt bằng bàn phím.
Các nhà soạn nhạc bao gồm John Cage, Edgar Varèse, Karheinz Stockhausen và Iannis Xenakis đã thử nghiệm với musique concrète, và Bebe và Louis Barron đã sử dụng nó để tạo nhạc phim điện tử hoàn phần đầu tiên cho bộ phim khoa học viễn tưởng năm 1956 là Forbidden Planet. Musique concrète đã được BBC Radiophonic Workshop mang đến cho khán giả thính giả, nơi  sử dụng các kỹ thuật lấy mẫu ban đầu để tạo nhạc phim cho các chương trình như Doctor Who.
Vào thập niên 1960, các nhà sản xuất nhạc Dub người Jamaica như King Tubby và Lee "Scratch" Perry bắt đầu sử dụng các mẫu nhịp điệu reggae được thu âm trước để tạo ra các bản nhạc riddim, sau đó đã bị deejayed. Những người nhập cư Jamaica đã giới thiệu kỹ thuật lấy mẫu lồng tiếng cho nhạc hip hop của Hoa Kỳ vào thập niên 1970. Nhà sản xuất người Anh Brian Eno đã trích dẫn các thí nghiệm của nhạc sĩ người Đức Holger Czukay với Dictaphone và vô tuyến sóng ngắn là những ví dụ về việc lấy mẫu ban đầu.